# Kostanjevica na Krki
Kostanjevica na Krki este un oraș din comuna Kostanjevica na Krki, Slovenia, cu o populație de 751 de locuitori.